# 魚津警察署
魚津警察署（うおづけいさつしょ）は、富山県警察が管轄する警察署の一つである。魚津市の全域を管轄している。識別章所属表示はUZ。

## 所在地
- 富山県魚津市本江1000番地

## 組織
- 署長（署長は警視）
  - 副署長（副署長は警視）
    - 警務課(課長は警部)
      - 警務係、県民相談係

    - 会計課 (課長は行政職員)
      - 会計係

    - 刑事生活安全課 (課長は警部)
      - 庶務係、生活安全係、刑事係、鑑識係

    - 地域交通課(課長は警部)
      - 地域総務係、自動車警ら係、企画送致係、指導係、事故捜査係

    - 警備課 (課長は警視もしくは警部)
      - 警備係

## 沿革
- 1871年（明治4年） - 新川県庁の魚津への設置を機に、魚津に県内で初めて邏卒（現在の巡査に相当）が配置される[1]。屯所を大町の住宅に設置した[2]。
- 1875年（明治8年）8月 - 魚津に警察掛出張所が常泉寺内の支坊である紹陽院に設置される[1][3][2]。
- 1877年（明治10年）9月19日[3] - 魚津警察署に改称。当時は石川県[注 1]のうち下新川郡全体と上新川郡の一部（現在の中新川郡に相当）を管轄する警察署で、当時は泊、入善、境、三日市、生地、滑川、上市、水橋に分署があった。当時の建物は神明町神明社内の神官宅にあった[1]。
- 1880年（明治13年）6月 - 荒町から大町（現･本町）の新庁舎に移転[4][1]。
- 1915年（大正4年） - 庁舎を新築[1]。
- 1963年（昭和38年）9月 - 現庁舎の新築工事に着手[5]。
- 1964年（昭和39年）3月30日 - 現庁舎（鉄筋3階建て、延床面積955m2、総工費2,500万円）の完成式[6][5]。旧警察署庁舎はその後魚津市教育委員会事務局、社会福祉事務所、水道課が1965年5月20日に魚津市立西部中学校旧図書館に移転するまで使用した後に解体され、跡地に職業安定所が建設された[7]。
- 1988年（昭和63年）11月10日 - 新館を増築[6][8]。
- 2024年（令和6年）7月1日 - 入善警察署、黒部警察署とのブロック運用（新川東エリア）が導入され、署長、副署長、次長を除く警察官による3署兼務体制に移行[9]。

## 交番
- 魚津中央交番（魚津市中央通り一丁目5-13）
- 魚津駅前交番（魚津市釈迦堂一丁目1-1）
- 桃山公園前交番（魚津市大海寺新280）

※かつて、川原交番や天神交番などもあった。

## 警察官駐在所
- 経田警察官駐在所（魚津市経田西町2-10）